# Rudebox (album)
Rudebox è il settimo album studio del cantante pop britannico Robbie Williams. È il decimo album da solista di Williams ed è stato lanciato il 23 ottobre 2006 nel Regno Unito.

## Descrizione
Prodotto in collaborazione con diversi artisti, contiene 17 brani che spaziano dal dub alla musica dance e all'elettronica. Vi sono tributi a Madonna, Manu Chao, David Bowie e tanti altri musicisti. L'album prevede, inoltre, collaborazioni con William Orbit e Lily Allen.
In Rudebox Williams ha anche collaborato con i Pet Shop Boys, nei brani She's Madonna (co-scritto e prodotto dai Pet Shop Boys) e We're the Pet Shop Boys (brano che i Pet Shop Boys inclusero come b-side nel loro singolo del 2003, Miracles).
In dieci giorni l'album ha venduto in Europa oltre 2 milioni di copie, vincendo il disco di platino. Si presume che l'album supererà le vendite di Intensive Care, l'album precedente (più di 6,2 milioni di copie), ma non sarà così: il disco infatti venderà "solo" 3 milioni di copie, il che darà origine a molte critiche verso la nuova strada musicale intrapresa da Williams.
Originariamente l'album doveva essere chiamato 1974, l'anno di nascita di Williams.
La sedicesima traccia Summertime è legata alla traccia fantasma Dickhead in modo da formare un'unica traccia dalla durata di 10 minuti e 53 secondi; la traccia fantasma Dickhead inizia dopo un minuto di silenzio dalla traccia Summertime.
Questo album segnerà una pausa di alcuni anni per il cantante britannico, che tornerà dopo tre anni con un nuovo album, Reality Killed the Video Star, pubblicato nell'autunno del 2009.
Il singolo principale, Rudebox in stile hip hop, è stato pubblicato il 4 settembre 2006. Malgrado sia stato criticato fortemente dalla stampa, ha raggiunto la prima posizione in classifica in molte nazioni in Europa e Sud America.

## Controversie
Il cantante è stato accusato di aver rubato la traccia She's Madonna da Ashley Hamilton, che non è citato come produttore nell'album: la causa fu poi vinta da Williams in quanto fu provato che il brano venne scritto e prodotto dai Pet Shop Boys.
The 90's, che inizialmente parlava male dell'ex-manager dei Take That Nigel-Martin Smith, è stata censurata in alcune parti.

## Tracce
1. Rudebox – 4:45 (Robbie Williams, Kelvin Andrews, Danny Spencer, Bill Laswell, Carl Aiken, William Collins, Sly Dunbar, Robbie Shakespeare)
2. Viva Life on Mars – 4:51 (Robbie Williams, Kelvin Andrews, Danny Spencer)
3. Lovelight – 4:03 (Lewis Taylor)
4. Bongo Bong and Je ne t'aime plus – 4:48 (Manu Chao, Anouk Khelifa)
5. She's Madonna (feat. Pet Shop Boys) – 4:16 (Robbie Williams, Neil Tennant, Chris Lowe)
6. Keep On – 4:19 (Robbie Williams, Chris Heath, Stephen Duffy)
7. Good Doctor – 3:16 (Robbie Williams, Jerry Meehan)
8. The Actor – 4:06 (Robbie Williams, Brandon Christy, Craig Russo)
9. Never Touch That Switch – 2:45 (Kelvin Andrews, Danny Spencer)
10. Louise – 4:46 (Jo Callis, Phil Oakey, Adrian Wright)
11. We're the Pet Shop Boys (feat. Pet Shop Boys) – 4:55 (My Robot Friend)
12. Burslem Normals – 3:50 (Robbie Williams, Kelvin Andrews, Danny Spencer)
13. Kiss Me – 3:15 (Stephen Duffy)
14. The 80's – 4:17 (Robbie Williams, Jerry Meehan)
15. The 90's – 5:33 (Robbie Williams, Jerry Meehan)
16. Summertime – 5:41 (Robbie Williams, Antony Genn)
17. Dickhead (hidden track) – 4:09 (Robbie Williams, Jerry Meehan)
18. Lonestar Rising (Japan bonus track) – 3:55 (Robbie Williams, Kelvin Andrews, Danny Spencer)